# Milan Škriniar
Milan Škriniar (ur. 11 lutego 1995 w Żarze nad Hronem) – słowacki piłkarz, występujący na pozycji obrońcy w tureckim Fenerbahçe SK, do którego jest wypożyczony z Paris Saint-Germain oraz w reprezentacji Słowacji, której jest kapitanem. Uczestnik Mistrzostw Europy 2016, 2020 i 2024.

## Kariera klubowa
Wychowanek MŠK Žilina, w swojej karierze grał także w takich zespołach jak Zlaté Moravce oraz UC Sampdoria. 7 czerwca 2017 ogłoszono przejście Škriniara do Interu Mediolan, z którym podpisał pięcioletni kontrakt. 20 sierpnia zadebiutował w nowym klubie, rozgrywając mecz Serie A przeciwko Fiorentinie (3:0). 16 września w wygranym 2:0 meczu z Crotone strzelił swoją pierwszą bramkę dla Interu.
6 lipca 2023 został zawodnikiem Paris Saint-Germain, z którym podpisał kontrakt do czerwca 2028. We francuskim klubie zadebiutował 12 sierpnia w meczu z Lorient. 7 listopada w meczu Ligi Mistrzów UEFA z Milanem strzelił swoją pierwszą bramkę dla PSG.

## Kariera reprezentacyjna
W reprezentacji Słowacji zadebiutował 27 maja 2016 w wygranym 3:1 meczu z Gruzją. 27 marca 2021 strzelił debiutancką bramkę dla słowackiej drużyny narodowej, trafiając w meczu eliminacji do Mistrzostw Świata 2022 przeciwko Malcie.

## Sukcesy

### MŠK Žilina
- Mistrzostwo Słowacji: 2011/2012
- Puchar Słowacji: 2011/2012

### Inter Mediolan
- Mistrzostwo Włoch: 2020/2021
- Puchar Włoch: 2021/2022, 2022/2023
- Superpuchar Włoch: 2021, 2022

### Paris Saint-Germain
- Mistrzostwo Francji: 2023/2024
- Superpuchar Francji: 2023/2024

### Wyróżnienia
- Piłkarz roku w Słowacji: 2019, 2020, 2021, 2022[9]